# Варгани
Варгани (рос. Варганы) — село в Лисковському районі Нижньогородської області Російської Федерації.
Населення становить 355 осіб. Входить до складу муніципального утворення Барминська сільрада.

## Історія
Від 2009 року входить до складу муніципального утворення Барминська сільрада.

## Населення
| 2002 | 2010 |
| ---- | ---- |
| 430  | ↘355 |